# مرد مورچه‌ای و زنبورک
مرد مورچه‌ای و زنبورک (انگلیسی: Ant-Man and the Wasp) فیلمی در ژانر ابرقهرمانی بر پایه شخصیت‌های اسکات لنگ / مرد مورچه‌ای و هوپ پیم / زنبورک از شرکت مارول کامیکس است که در سال ۲۰۱۸ منتشر شد. این فیلم به کارگردانی پیتون رید و تیم نویسندگی کریس مک‌کنا، پل راد، اریک سامرز و گابریل فراری است. مرد مورچه‌ای و زنبورک به عنوان بیستمین فیلم در دنیای سینمایی مارول به شمار می‌رود و دنبالهٔ فیلم مرد مورچه‌ای در سال ۲۰۱۵ است. از بازیگران آن می‌توان به پل راد، اوانجلین لیلی، مایکل پنیا، والتون گوگینس، بابی کاناوله، جودی گریر، هانا جان کامن و مایکل داگلاس اشاره کرد.
مرد مورچه‌ای و زنبورک در تاریخ ۶ ژوئیه، ۲۰۱۸ در ایالات متحده به صورت آی‌مکس و سه‌بعدی اکران شد.
نسخه سوم و دنباله این فیلم به‌ نام مرد مورچه‌ای و زنبورک: شیدایی کوانتومی در سال ۲۰۲۳ اکران شد.

## داستان
چند سال پس از آنکه اسکات لنگ به دلیل نقض قرارداد سوکوویا و مشارکت در فعالیت‌های اونجرز تحت حبس خانگی قرار گرفت، هَنک پیم و دخترش هاپ ون داین موفق می‌شوند برای مدت کوتاهی تونلی به قلمرو کوانتومی باز کنند. آنها معتقدند که همسر پیم، جنت ون داین، که در سال ۱۹۸۷ در اثر کوچک‌شدن به اندازه‌های زیراتمی به این قلمرو سقوط کرده بود، ممکن است در آنجا گرفتار شده باشد. پیش‌تر، وقتی اسکات به طور ناخواسته با جنت در قلمرو کوانتومی درگیر شده بود، اکنون پیام ظاهری از او دریافت می‌کند.
با نزدیک شدن به پایان دوره حبس خانگی، اسکات با پیم تماس می‌گیرد، هرچند رابطه‌شان به خاطر عملکرد اسکات با اونجرز تیره و پرتنش است. هاپ و پیم اسکات را ربوده و برای گمراه کردن مامور اف‌بی‌آی جیمی وو، یک مورچه را به پای اسکات می‌بندند تا او را به جای اسکات نشان دهند. معتقد به این پیام به عنوان دلیلی بر زنده بودن جنت، سه نفر تلاش می‌کنند تونلی پایدار برای عبور به قلمرو کوانتومی بسازند تا بتوانند با وسیله‌ای به آنجا رفته و جنت را نجات دهند. آنها قطعه‌ای لازم را از فروشنده غیرقانونی به نام سانی برچ می‌خرند، اما برچ با دیدن سود احتمالی تحقیقات پیم آنها را فریب داده و خیانت می‌کند. هاپ در لباس واسپ به مبارزه با برچ و همراهانش می‌پردازد، اما ناگهان زنی ماسک‌زده و ناپایدار کوانتومی به نام «روح» حمله می‌کند. اسکات سعی می‌کند کمک کند، اما زن فرار می‌کند و آزمایشگاه کوچک شده پیم را می‌رباید.
پیم با اکراه هاپ و اسکات را به ملاقات شریک سابقش بیل فاستر می‌برد که راهی برای یافتن آزمایشگاه می‌دهد. پس از پیدا کردن آن، «روح» آنها را اسیر می‌کند و خود را آوا استار معرفی می‌کند. پدر آوا، الیاس، نیز یکی از شرکای سابق پیم بود که در یک آزمایش جان خود را از دست داد و باعث وضعیت ناپایدار آوا شد. فاستر توضیح می‌دهد آوا در حال مرگ و دائماً در درد است و آنها قصد دارند با انرژی کوانتومی جنت او را درمان کنند. پیم که معتقد است این کار جنت را خواهد کشت، همکاری را رد می‌کند و با هاپ، اسکات و آزمایشگاه فرار می‌کند.
پس از باز کردن تونل پایدار، پیم، هاپ و اسکات موفق به تماس با جنت می‌شوند که مکان دقیق خود را می‌دهد اما هشدار می‌دهد تنها دو ساعت فرصت دارند قبل از اینکه طبیعت ناپایدار قلمرو کوانتومی آنها را برای یک قرن جدا کند. برچ با استفاده از داروی حقیقت‌گویی، محل آنها را از شرکای کسب‌وکار اسکات می‌گیرد و به مأموران اف‌بی‌آی اطلاع می‌دهد. اسکات قبل از رسیدن وو سریع به خانه می‌رود تا قانون حبس خانگی را نقض نکند. پیم و هاپ توسط اف‌بی‌آی دستگیر می‌شوند و این فرصت را برای آوا فراهم می‌کنند تا آزمایشگاه را تصاحب کند.
اسکات به سرعت به پیم و هاپ کمک می‌کند تا فرار کنند و آنها آزمایشگاه را پیدا می‌کنند. اسکات و هاپ آوا را منحرف می‌کنند و پیم وارد قلمرو کوانتومی می‌شود تا جنت را پیدا کند که زنده است. در همین حال، اسکات و هاپ با برچ و افرادش روبرو می‌شوند و پس از تعقیب و گریز طولانی در سانفرانسیسکو، آوا کنترل آزمایشگاه را به دست می‌گیرد و شروع به استخراج انرژی جنت می‌کند. لوئیس، دیو و کورت برچ و همراهانش را بی‌هوش می‌کنند تا اسکات و هاپ بتوانند آوا را متوقف کنند. پیم و جنت سالم بازمی‌گردند و جنت داوطلبانه بخشی از انرژی خود را به آوا می‌دهد تا او را به صورت موقت تثبیت کند. اسکات دوباره به خانه برمی‌گردد و وو که به رفتار او مشکوک شده، پایان دوره حبس خانگی‌اش را اعلام می‌کند. آوا و فاستر مخفی می‌شوند و برچ و همراهانش دستگیر شده و به خاطر تزریق داروی حقیقت‌گویی اعتراف می‌کنند.
در صحنه میان‌تیتراژ، پیم، هاپ و جنت اسکات را به قلمرو کوانتومی می‌فرستند تا انرژی کوانتومی جمع‌آوری کند تا به تثبیت وضعیت آوا کمک شود. پیش از آنکه اسکات بازگردد، سه نفر دیگر به خاکستر تبدیل می‌شوند.

## بازیگران
- پل راد در نقش اسکات لنگ / انت‌من
- اوانجلین لیلی در نقش هوپ ون داین: دختر هنک پیم
- مایکل پنیا در نقش لوئیس
- والتون گاگینز در نقش سانی
- بابی کاناوله در نقش پاکستون
- جودی گریر در نقش مگی، همسر سابق لنگ
- تی.آی. در نقش دِیو
- دیوید دستمالچیان در نقش کرت
- هانا جان کامن در نقش ایوا استار / گوست
- رندل پارک در نقش جیمی وو
- لارنس فیشبرن در نقش بیل فاستر
- میشل فایفر در نقش جنت ون داین، همسر هنک پیم و مادر هوپ
- مایکل داگلاس در نقش هنک پیم / مرد مورچه‌ای